# Zyxomma elgneri
Zyxomma elgneri is een libellensoort uit de familie van de korenbouten (Libellulidae), onderorde echte libellen (Anisoptera).
De wetenschappelijke naam Zyxomma elgneri is voor het eerst geldig gepubliceerd in 1913 door Ris.